# Офір (Юта)
Офір (англ. Ophir) — місто (англ. town) в США, в окрузі Туела штату Юта. Населення — 24 особи (2020).

## Географія
Офір розташований за координатами 40°22′7″ пн. ш. 112°15′27″ зх. д. / 40.36861° пн. ш. 112.25750° зх. д. (40.368564, -112.257608).  За даними Бюро перепису населення США в 2010 році місто мало площу 0,35 км², уся площа — суходіл. В 2017 році площа становила 0,31 км², уся площа — суходіл.

## Демографія
Згідно з переписом 2010 року, у місті мешкало 38 осіб у 18 домогосподарствах у складі 10 родин. Густота населення становила 108 осіб/км².  Було 35 помешкань (99/км²).
Расовий склад населення:
| - 92,1 % — білих - 5,3 % — азіатів |

До двох чи більше рас належало 2,6 %. Частка іспаномовних становила 2,6 % від усіх жителів.
За віковим діапазоном населення розподілялося таким чином: 13,2 % — особи молодші 18 років, 73,6 % — особи у віці 18—64 років, 13,2 % — особи у віці 65 років та старші. Медіана віку мешканця становила 54,7 року. На 100 осіб жіночої статі у місті припадало 137,5 чоловіків;  на 100 жінок у віці від 18 років та старших — 120,0 чоловіків також старших 18 років.
Цивільне працевлаштоване населення становило 12 осіб. Основні галузі зайнятості: публічна адміністрація — 83,3 %, роздрібна торгівля — 16,7 %.